# Kommunalwahlen in Uruguay 2000
Die Kommunalwahlen in Uruguay im Jahr 2000 fanden am 14. Mai statt. Gewählt wurden für eine fünfjährige Amtszeit die Intendentes der 19 Departamentos Uruguays.

## Ergebnisse

Verteilung der gewonnenen Departamentos:
Partido Nacional
Partido Colorado
Frente Amplio

In den dreizehn Departamentos Cerro Largo, Colonia, Durazno, Flores, Florida, Lavalleja, Maldonado, Paysandú, Rocha, San José, Soriano, Tacuarembó und Treinta y Tres gewann jeweils der Kandidat der Partido Nacional, während in den fünf Departamentos Artigas, Canelones, Río Negro, Rivera und Salto die Partido Colorado die Wahl zu ihren Gunsten entscheiden konnte. Im Departamento Montevideo ging die Frente Amplio als Sieger aus den Wahlen hervor.

### Endergebnisse in Zahlen
Prozentsatz aller ausgezählter Stimmen: 100 %
| Departamento   | Partido EP-FA | Partido Colorado | Partido Nacional | Partido Nuevo Espacio | Partido Unión Cívica | Total     |
| Montevideo     | 517.089       | 249.411          | 104.038          | 10.744                | 6.416                | 887.698   |
| Canelones      | 105.191       | 119.605          | 34.916           | 2.561                 | 0                    | 262.273   |
| Maldonado      | 29.116        | 22.067           | 32.322           | 689                   | 0                    | 84.194    |
| Rocha          | 7.858         | 18.301           | 22.140           | 225                   | 0                    | 48.524    |
| Treinta y Tres | 4.574         | 9.175            | 18.630           | 121                   | 0                    | 32.500    |
| Cerro Largo    | 10.623        | 6.899            | 38.138           | 429                   | 0                    | 56.089    |
| Rivera         | 7.553         | 30.650           | 26.316           | 473                   | 0                    | 64.992    |
| Artigas        | 7.128         | 27.132           | 12.131           | 0                     | 0                    | 46.391    |
| Salto          | 15.185        | 30.443           | 26.525           | 1.251                 | 0                    | 73.404    |
| Paysandú       | 26.543        | 13.296           | 30.664           | 662                   | 0                    | 71.165    |
| Río Negro      | 7.208         | 13.463           | 11.094           | 696                   | 0                    | 32.461    |
| Soriano        | 13.058        | 20.605           | 22.496           | 177                   | 0                    | 56.336    |
| Colonia        | 13.687        | 30.625           | 34.483           | 1.736                 | 0                    | 80.531    |
| San José       | 12.767        | 3.943            | 45.296           | 476                   | 0                    | 62.482    |
| Flores         | 1.386         | 1.949            | 14.529           | 116                   | 0                    | 17.980    |
| Florida        | 10.457        | 17.520           | 18.561           | 470                   | 0                    | 47.008    |
| Durazno        | 4.557         | 12.430           | 19.714           | 330                   | 0                    | 37.031    |
| Lavalleja      | 5.254         | 14.481           | 23.202           | 320                   | 0                    | 43.259    |
| Tacuarembó     | 8.609         | 8.221            | 42.676           | 296                   | 0                    | 59.802    |
| Gesamt         | 807.843       | 650.216          | 577.916          | 21.744                | 6.416                | 2.064.165 |

## Quelle
- "E L E C C I O N E S  D E P A R T A M E N T A L E S   D E  2 0 0 0"